# Sarageni
Sarageni is een bestuurslaag in het regentschap Lebak van de provincie Banten, Indonesië. Sarageni telt 2472 inwoners (volkstelling 2010).